# Orfeón Donostiarra
L'Orfeón Donostiarra o Donostiako Orfeoia és una formació musical fundada el 1897 a la ciutat basca de Sant Sebastià.
Un dels seus grans impulsors va ser Secundino Esnaola que el 1902 va esdevenir director. Va incorporar dones i nens a l'orfeó, va ser un fet controvertit, però l'orfeó, gràcies a això va convertir-se en un dels més importants d'Europa. L'any 1932 en morir aquest agafà la direcció en Juan Goróstidi Garmendia el qual amplià totes les virtuts de l'Orfeó.
És una de les agrupacions corals més prestigioses d'Espanya, amb un repertori que comprèn obres simfòniques, òperes i sarsueles així com música popular. Des de la seva fundació el cor musical es manté com l'esperit de ser un cor d'aficionats però amb una dedicació de professionals.

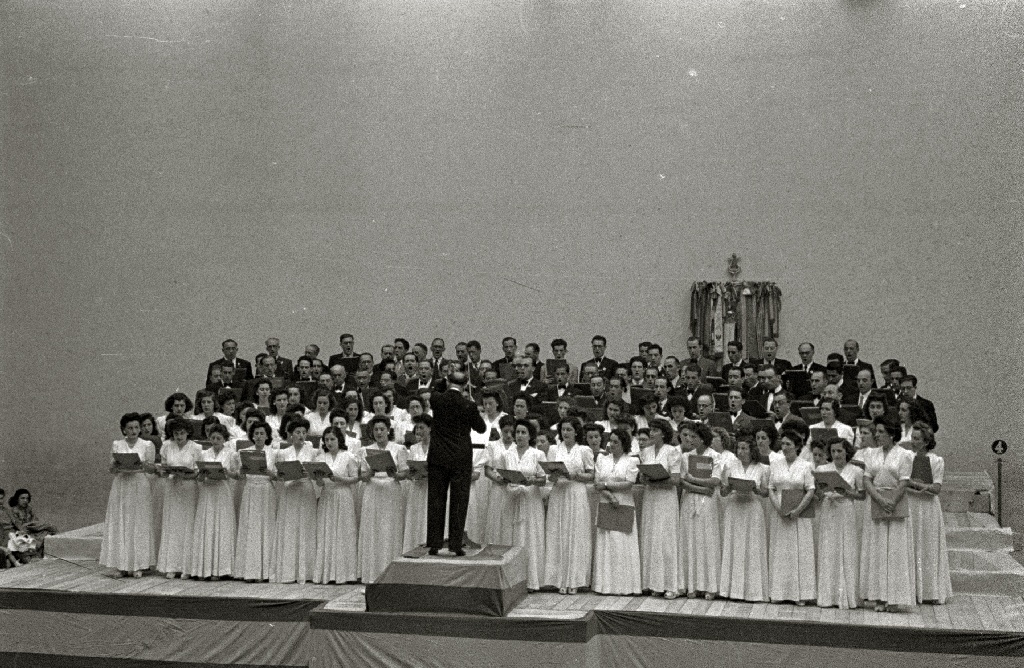
L'Orfeó Donostiarra el any 1946.

El 1984 fou guardonat amb el Premi Príncep d'Astúries de les Arts en reconeixement de la seva excepcional qualitat interpretativa; a la continuïtat del seu desinteressat treball artístic, mantingut al llarg de vuitanta-set anys; a la seva permanent superació, que l'ha dut a ser un dels més importants grups corals, reclamat i admirat en el món sencer; i a la seva tasca col·lectiva, efectuada amb exigència, talent i cohesió .